# Lunga (Kornat)
Koordinati:   43°43′56″N, 15°25′05″E
Lunga je nenaseljen otoček v Jadranskem morju, ki pripada Hrvaški.
Lunga leži v Narodnem parku Kornati med Gominjakom, Škuljem in skrajnim jugovzhodnim koncem otoka Kornata. Njegova površina meri 0,609 km².   Dolžina obalnega pasu je 4,38 km. Najvišji vrh je visok 73 mnm.